# Matías Bolatti
Matías Ariel Bolatti (Las Perdices, Argentina; 9 de mayo de 1988) es un futbolista argentino. Juega como centrocampista y actualmente juega en Club Atlético Alumni.

## Trayectoria
Surgido del Club Atlético Alumni, se destacó como volante de creación del club. En sus últimos meses en el Alumni fue usado como volante mixto con labores más defensivas que antes. 
Luego de su buen rendimiento en junio del 2012 el Alumni y el Olympiakos Volou acordaron el traspaso de Matías Bolatti por 4 años al club qriego que para ese entonces jugaba en segunda división. 
Durante su primera temporada jugó 33 partidos (30 por liga y 3 por la copa griega) marcando 1 gol (por liga) y siendo figura del Olympiakos Volou. No obstante, en junio del 2013, rescinde su contrato con el club debido a una serie de problemas familiares que le obligó a no regresar a Europa a mediados de julio. Para ese momento firmó por 1 año con el C.A. Temperey de la Primera B Nacional donde tuvo un buen desempeño jugando 15 partidos, 14 de titular y uno de suplente de 20 partidos disputados por el club. 
Para enero del 2014, rescindió su contrato con C.A. Temperey para fichar por el Atlético Junior de Barranquilla por 1 año a préstamo con opción de compra. A su llegada se levantó gran expectativa pues en el medio colombiano en ningún momento se había oído hablar de él, sin embargo en una rueda de prensa el técnico Miguel Ángel López declaró que mientras él era el mánager deportivo del Atlético Junior, conoció a Bolatti en un viaje que realizó a la Argentina y que era el jugador idóneo para el club en su posición. A pesar de haber llegado con tiempo a la pretemporada con el Atlético Junior, no jugó la primera fecha del Apertura 2014 debido a un retraso en la documentación procedente del C.A. Temperey. En la tercera fecha del apertura colombiano, debuta con el Junior en la victoria 2 a 0 del club rojiblanco sobre el Itagüí ingresando los últimos 17 minutos del partidos y marcando el segundo gol. Con la salida de Miguel Ángel López, y la llegada de Julio Comesaña a la dirección técnica del Junior, Bolatti empieza a ser tenido en cuenta como titular y no como revulsivo. En su primer partido como titular jugó 64 minutos en la victoria 1 a 0 del Junior frente al Envigado siendo alineado como mediocampista de creación y no de primera línea.

## Clubes
| Club                | País      | Año         |
| ------------------- | --------- | ----------- |
| Alumni              | Argentina | 2006 - 2012 |
| Olympiakos Volou    | Grecia    | 2012 - 2013 |
| Temperley           | Argentina | 2013        |
| Atlético Junior     | Colombia  | 2014        |
| Central Córdoba     | Argentina | 2014        |
| Patronato de Paraná | Argentina | 2015        |
| Guillermo Brown     | Argentina | 2016        |

## Estadísticas
| Alumni Argentina                                                           |               |               |     |   |   |   |   |     |     |   |
| 3ª                                                                         | 2006-07       | ?             | 0   | 0 | 0 | 0 | 0 | ?   | 0   |   |
| 3ª                                                                         | 2007-08       | ?             | 0   | 0 | 0 | 0 | 0 | ?   | 0   |   |
| 3ª                                                                         | 2008-09       | ?             | 1   | 0 | 0 | 0 | 0 | ?   | 1   |   |
| 3ª                                                                         | 2009-10       | ?             | 2   | 0 | 0 | 0 | 0 | ?   | 2   |   |
| 3ª                                                                         | 2010-11       | ?             | 0   | 0 | 0 | 0 | 0 | ?   | 0   |   |
| 3ª                                                                         | 2011-12       | ?             | 0   | 0 | 0 | 0 | 0 | ?   | 0   |   |
| Total club                                                                 | Total club    | 102           | 3   | 0 | 0 | 0 | 0 | 102 | 3   |   |
| Olympiakos Volou · Grecia                                                  |               |               |     |   |   |   |   |     |     |   |
| 2ª                                                                         | 2012-13       | 30            | 1   | 3 | 0 | 0 | 0 | 33  | 1   |   |
| Total club                                                                 | Total club    | 30            | 1   | 3 | 0 | 0 | 0 | 33  | 1   |   |
| Temperley Argentina                                                        |               |               |     |   |   |   |   |     |     |   |
| 3ª                                                                         | 2013          | 15            | 0   | 0 | 0 | 0 | 0 | 15  | 0   |   |
| Total club                                                                 | Total club    | 15            | 0   | 0 | 0 | 0 | 0 | 15  | 0   |   |
| Atlético Junior · Colombia                                                 |               |               |     |   |   |   |   |     |     |   |
| 1ª                                                                         | 2014          | 12            | 1   | 0 | 0 | 0 | 0 | 12  | 1   |   |
| Total club                                                                 | Total club    | 12            | 1   | 0 | 0 | 0 | 0 | 12  | 1   |   |
| Central Córdoba Argentina                                                  |               |               |     |   |   |   |   |     |     |   |
| 3ª                                                                         | 2014          | 10            | 0   | 0 | 0 | 0 | 0 | 10  | 0   |   |
| Total club                                                                 | Total club    | 10            | 0   | 0 | 0 | 0 | 0 | 10  | 0   |   |
| Patronato Argentina                                                        |               |               |     |   |   |   |   |     |     |   |
| 2ª                                                                         | 2015          | 2             | 0   | 0 | 0 | 0 | 0 | 2   | 0   |   |
| Total club                                                                 | Total club    | 2             | 0   | 0 | 0 | 0 | 0 | 2   | 0   |   |
| Alumni Argentina                                                           |               |               |     |   |   |   |   |     |     |   |
| 4ª                                                                         | 2016          | 11            | 0   | 0 | 0 | 0 | 0 | 11  | 0   |   |
| Total club                                                                 | Total club    | 11            | 0   | 0 | 0 | 0 | 0 | 11  | 0   |   |
| Total carrera                                                              | Total carrera | Total carrera | 182 | 5 | 3 | 0 | 0 | 0   | 185 | 5 |
| (1) Incluye datos de la Copa de Grecia (2012/13). (2) Sin Participaciones. |               |               |     |   |   |   |   |     |     |   |

- Fuente: Fichajes.com y BDFA.Ar